# Sentinel (Oklahoma)
Sentinel – miasto w Stanach Zjednoczonych, w stanie Oklahoma, w hrabstwie Washita.